# ワルサーPPQ
ワルサーPPQ（Walther PPQ）は、ドイツの銃器メーカーであるカール・ワルサー社が開発した自動式拳銃である。名称のPPQは「Polizeipistole Quick Defence」および「Police Pistol Quick Defence」の略である。使用弾薬は9×19mmパラベラム弾、9×21mm IMI弾、.40S&W弾、.45ACP弾。
2021年、ワルサーはPPQを廃止し、新型のワルサーPDPを製造すると発表した。 PPQは2023年末に、P99ファイナルエディションとともに廃止された。

## 開発

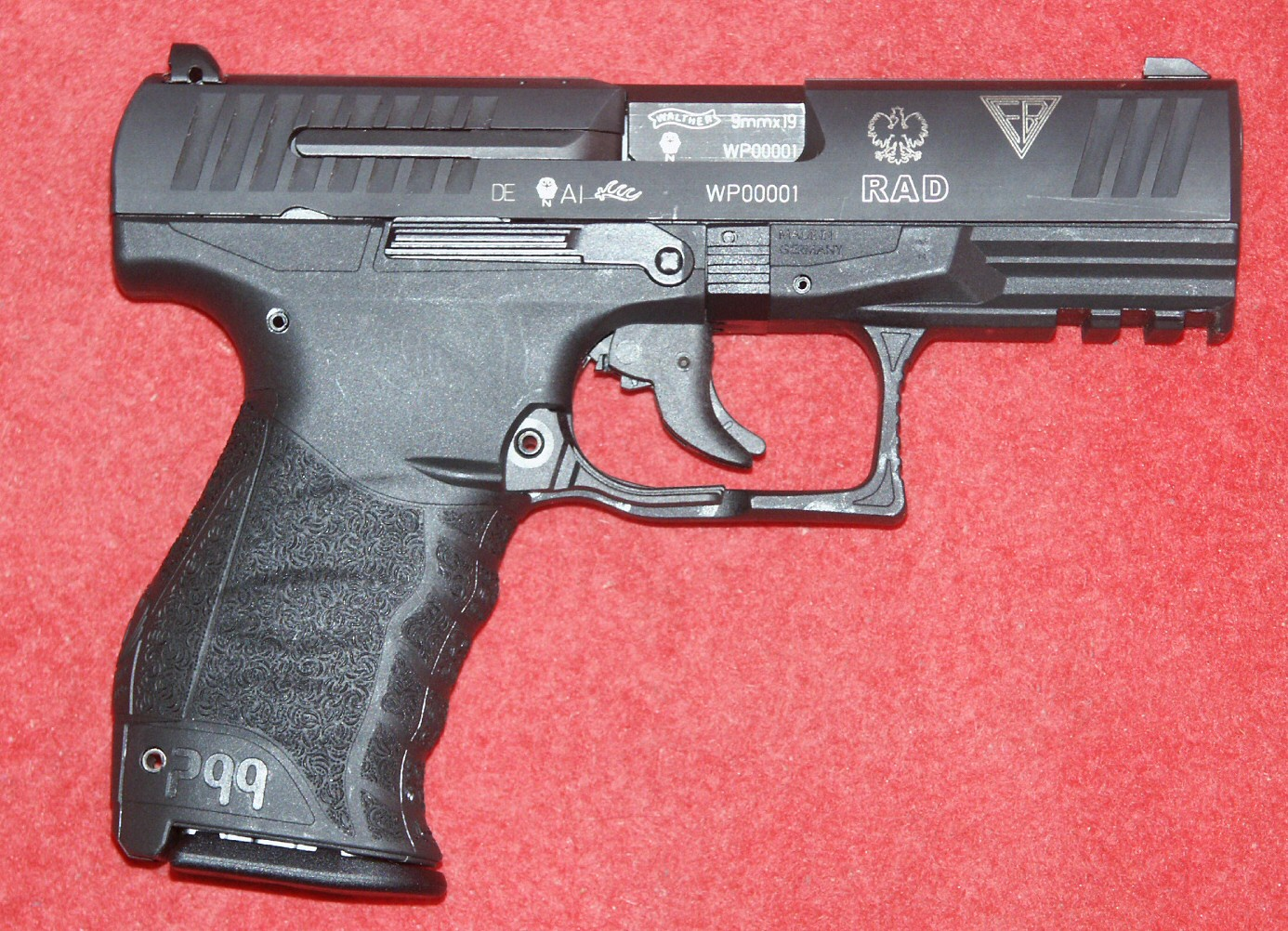
P99 RAD

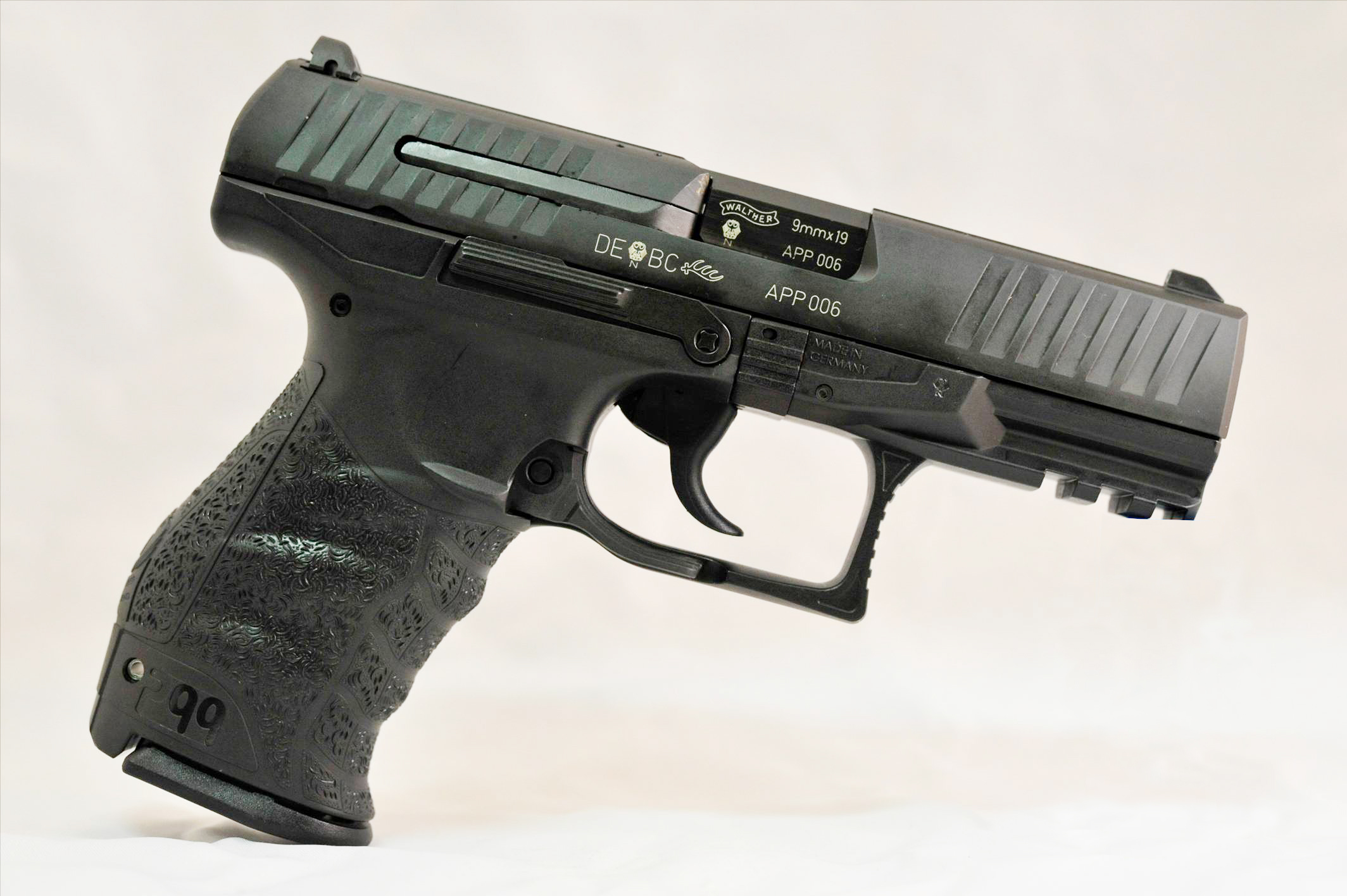
P99Q PDP

ワルサーPPQは完全な新規設計ではなく、主な機能をワルサーP99、P99QAバリアントと共有している。 ただし部分的にコッキングされるストライカーを利用するP99QAと異なり、PPQはフルコックのストライカーを使用している。2008年、ポーランドで軍用の補助武装としてP99 RADが登場し、新設計のグリップ、トリガーガード、セレーション付きスライドなど、ワルサーP99QAには見られなかった多くの変更が加えられた。

## 設計と特徴
作動方式はショートリコイルで、ガラス繊維強化ポリマーフレームとスチールスライド機構を備えている。
PPQ用に開発されたクイックディフェンストリガーは、以前のワルサーの拳銃から大きく異なるものとなった。トリガーを引くとトリガーバーが遮断レバーに噛み合わさり、ストライカーアセンブリが解放され弾丸を発射する。これにより引き金を引いても、他のストライカー式拳銃のようにスプリングに部分的な負荷がかかることがなく、トリガーの引きは完全にトリガーと断路器のスプリングによるものとなっている。トリガー移動量は約9mmで、トリガーリセットは2.5mmと比較的短い。トリガーの重さは約25N(5.6lbf)となっている。 
PPQには、人間工学に基づいたアンビ設計と、幅広い手の大きさに対応するための交換可能な3種類のグリップストラップが取り入れられている。また射出成形されたグリップフレームには、スライド用の4つのスチールガイドレールが含まれている。トリガーガードは前面が四角く、表面が加工されている。グリップには正面・側面と後方のバックストラップに滑り止めが施され、グリップ底面はマガジンを交換しやすくするためわずかに広がっている。
PPQ M2は、新たに設立されたWalther Arms Inc.が2013年に発表した派生型である。M2ではトリガーガード下部の両手用のマガジンリリースレバーが省略され、トリガーガード後方のリリースプッシュボタンに置き換えられた。これにより左利き用の場合、マガジンリリースプッシュボタンはリバーシブルとなった。 またM2用の弾倉は標準のPPQの弾倉との互換性が無くなっている。

## バリエーション

### M2シリーズ

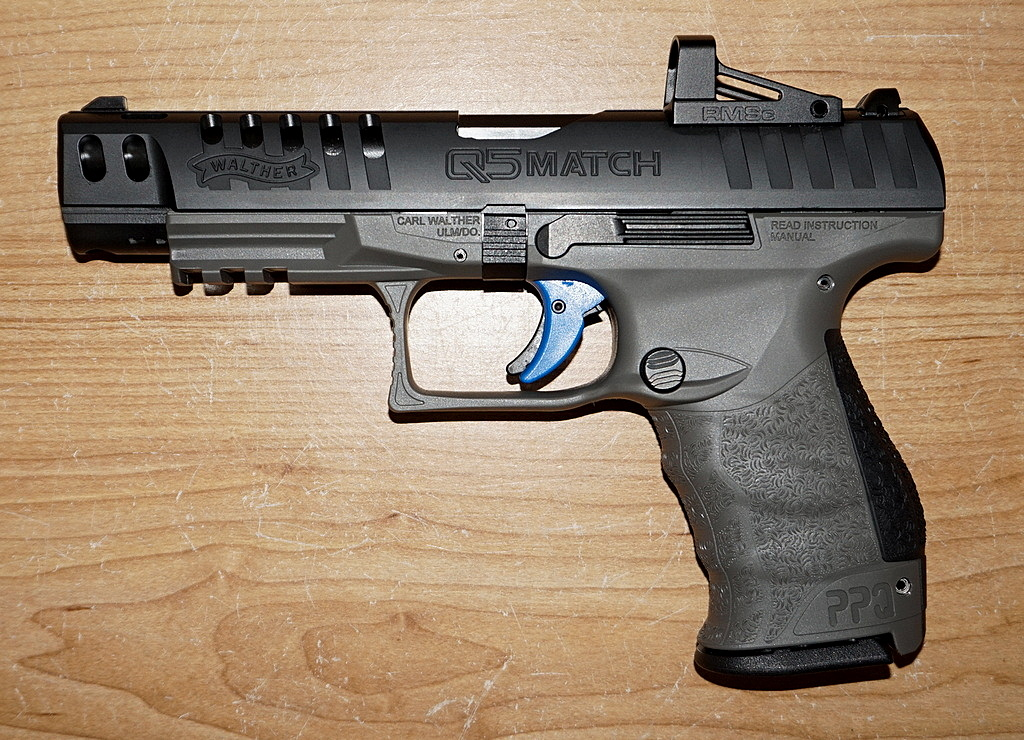
M2シリーズのPPQ Q5 Match。ドットサイトが装備されている。

PPQ M2は、新たに設立されたWalther Arms Inc.が2013年に発表した派生型である。M2ではトリガーガード下部の両手用のマガジンリリースレバーが省略され、トリガーガード後方のリリースプッシュボタンに置き換えられた。これにより左利き用の場合、マガジンリリースプッシュボタンはリバーシブルとなった。 またM2用の弾倉は標準のPPQの弾倉との互換性が無くなっている。
PPQ M2 5インチスポーツは2014年に導入された競技向けのバリエーションで、9×19mmパラベラム弾と.40S&W弾仕様が提供された。バレル長は127mm(5.0in)で、スライド先端に3つの楕円形の開口部が2列に並んでいる。全長は206mm(8.1インチ)。重量は9x19mmパラベラム弾仕様が657g、.40S&W弾仕様が670g(いずれも弾倉含まず)。
2015年8月、ワルサーは同年10月に発売予定の.45ACPのPPQ M2を発表した。フレームは.45ACP弾用マガジン用に拡大され、重量も増加した。スライドがより厚く長く変更され、ボアも少し高くなりバレル先端まで伸びた。PPQ 9×19mmや.40S&W仕様とは異なり、M2.45ACP弾仕様は多角形のライフリングとなっている。また射出ポートも.45ACP弾を収容するために再設計された。

### ワルサーPDP
2021年2月、ワルサーPDP(パフォーマンス・デューティ・ピストル)を発表した。PDPは改良されたトリガー、より深いスライドセレーション、より扱いやすいグリップテクスチャリングを備えた。スライドは照準光学系用に加工・穴あけされ、光学部品を装着していない場合に使用するカバープレートを備えている。その後ワルサーは、PDPを支持してPPQを廃止すると発表。2023年末、PPQはP99ファイナルエディションとともに廃止された。

### 訓練用
PPQシミュレーションFXは、シミュレーション製9mmペイント弾を使用する派生型。
PPQレッドガンは訓練用のモデルで、実銃が持つ全ての機能要素、寸法、重量、トリガー特性を再現しているが、弾薬の装填や発砲はできない。またPPQブルーガンは、ホルスター訓練用のプラスチック拳銃となっている。

## 採用
- フィンランド: 2012年、フィンランド警察はグロック17シリーズからワルサーPPQに移行すると発表した。ただし2022年時点でも多くのグロックが使用され続けている。
- 中華民国(台湾): 2015年、S&Wの5904と6904に代わるテスト・入札を通して、PPQ M2が台湾警政署の標準拳銃として選ばれた。テスト・入札プロセスはグロック19、SIG SAUER P250、トーラス PT92、PPQ M2の競合で行われた。グロック19とPPQが第2段階の射撃試験に入り、どちらも必要な3,600発の耐久試験と1,200発の精度試験に合格。最終段階でワルサーが5年間で49,600丁のPPQ M2を提供する政府契約を獲得した。